# South Eliot
South Eliot – jednostka osadnicza w Stanach Zjednoczonych, w stanie Maine, w hrabstwie York.